# New-England Anti-Slavery Society
Die New-England Anti-Slavery Society war eine im November 1831 von William Lloyd Garrison gegründete Gesellschaft zur Abschaffung der Sklaverei in den Vereinigten Staaten. Die Bildung dieser Gesellschaft erfolgte auch als Reaktion auf den Sklavenaufstand von Nat Turner im August gleichen Jahres.
Die abolitionistische Bewegung verurteilte die Sklaverei als unmoralisch und unchristlich. Am 3. Dezember 1833 ging die New-England Anti-Slavery Society mit anderen ähnlichen Gruppen in der American Anti-Slavery Society auf, die neben Garrison von Theodor Weld sowie Arthur und Lewis Tappan gegründet wurde.